# Коссе Дмитро Лазаревич
Дмитро Лазаревич Коссе (1903 — 1986) — радянський механізатор, Герой Соціалістичної Праці (1950).

## Життєпис
Вступив в колгосп «Новий Крим» у грудні 1930, у 1932 став головою колгоспу «Запорожець». До листопада 1943 був комендантом військового заводу у м. Уральськ. Був направлений до Старобешівського району для відновлення. До лютого 1944 працював головою Старобешівської селищної ради. З грудня 1950 до лютого 1969 — голова колгоспу «Заповіти Ілліча».

## Нагороди
За доблесну працю, за високий урожай соняшнику — по 25 центнерів з гектара на площі в 70 га — Указом Президії Верховної Ради СРСР від 2 червня 1950 Коссе Дмитру Лазаревичу, голові колгоспу «Запорожець», було присвоєно звання Героя Соціалістичної Праці з врученням ордена Леніна і Золотої медалі «Серп і молот». У 1954 р йому був вручений другий орден Леніна, в 1958 р — орден Трудового Червоного Прапора. Почесна грамота Президії Верховної Ради Української РСР (1963).